# Calycomyza dominicensis
Calycomyza dominicensis är en tvåvingeart som beskrevs av Spencer 1973. Calycomyza dominicensis ingår i släktet Calycomyza och familjen minerarflugor.
Artens utbredningsområde är Dominica. Inga underarter finns listade i Catalogue of Life.